# Androcentrismo

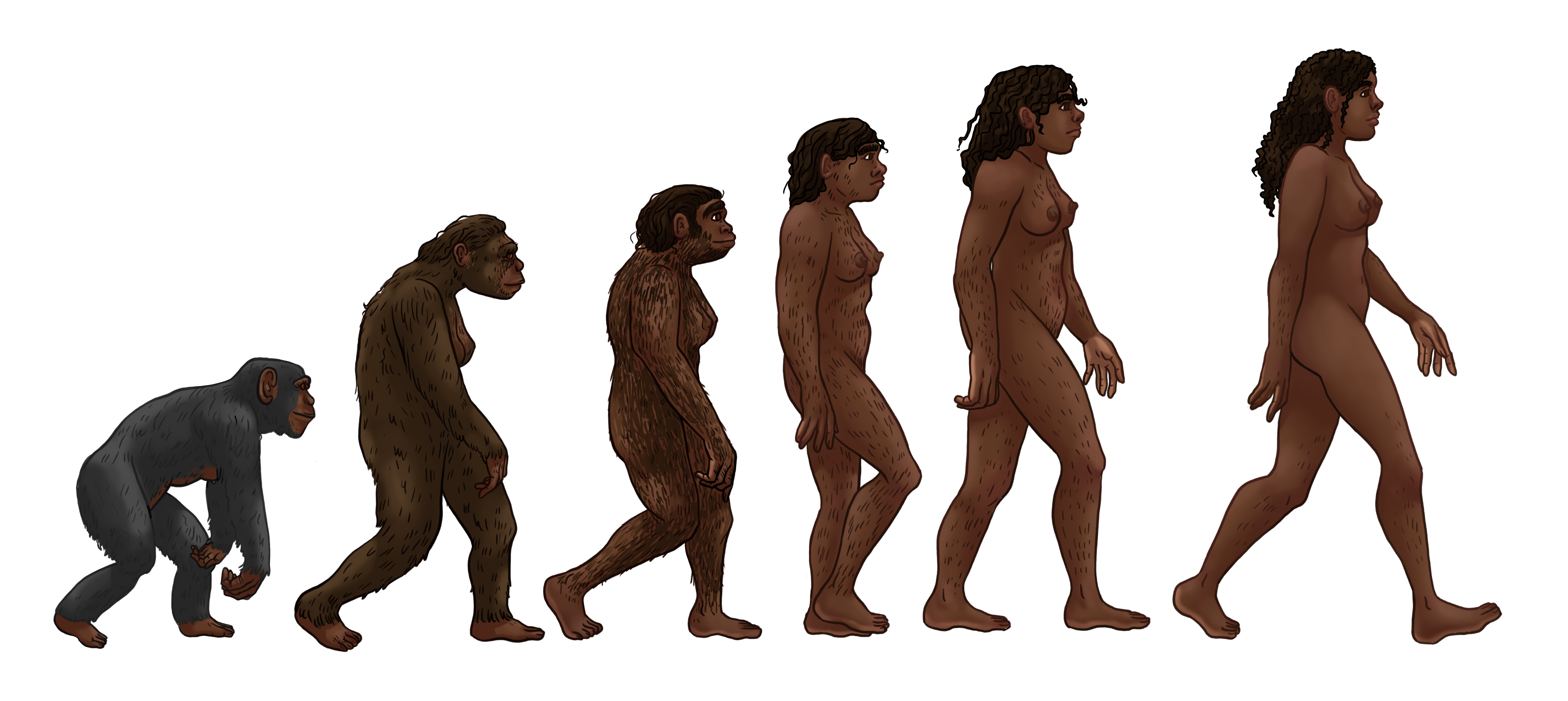
Representación de La marcha del progreso que pone en entredicho el androcentrismo según el papel que ocupaba la mujer ha sido marginada en las investigaciones prehistóricas.

El androcentrismo es la práctica, consciente o no, de otorgar al varón y a su punto de vista una posición central en el mundo, las sociedades, la cultura y la historia. Desde una perspectiva androcéntrica, los hombres constituyen el sujeto de referencia y las mujeres quedan invisibilizadas o excluidas. Esta perspectiva no es únicamente atribuible a personas, sino también al lenguaje y a las instituciones sociales. Tampoco es una perspectiva que solamente poseen los hombres, sino todas las personas, hombres y mujeres, que han sido socializadas desde esta visión. El antónimo de androcentrismo es ginocentrismo.
La visión "androcéntrica" del mundo separa a mujeres y hombres y refuerza estereotipos de unas y otros según los roles de género que deben cumplir en las diversas esferas de la vida pública y privada.
Mujeres y hombres tenemos características fisiológicas y sexuales distintas. A esto le llamamos "sexo". Por otra parte, nos diferenciamos porque cada sociedad, cada cultura ha desarrollado una valoración y un significado distinto a esas diferencias de sexo y ha elaborado ideas, concepciones y prácticas acerca del ser hombre y ser mujer. Este conjunto de características y normas sociales, económicas, políticas, culturales, psicológicas, jurídicas, asignadas a cada sexo diferencialmente y de acuerdo a un orden preestablecido, es lo que se llama "género". Se nos enseña a ser hombre o a ser mujer, dependiendo de las características fisiológicas del cuerpo y genitales externos. Este orden se construye cultural, social, económica y políticamente sobre el sexo y pone a los hombres en una categoría de dominación y a las mujeres en una categoría de subordinación.
El término androcentrism, construido sobre la raíz griega andro- (ἀνδρός, «Hombre, varón»). 
El término androcentrismo fue introducido originalmente por Lester Frank Ward en su libro Pure Sociology. Su aproximación desde la biología hacia la sociología, introduce la idea de que la vida evoluciona desde una ginecocracia hacia un androcentrismo. En su libro, escribió que el sexo masculino es primario y el femenino secundario solo como consecuencia de la evolución humana, pero que en la evolución bióloga, el organismo femenino es primario puesto que de ello depende la procreación (1914, 292).Después de que Charlotte Perkins Gilman conociera sus ideas, adoptó y desarrolló estos conceptos en sus obras, tal y como reconoce en el prefacio de la primera edición de su libro The Man-Made World; or, Our Androcentric Culture, publicado en 1911. De acuerdo con Lester Frank Ward, Perkins Gilman argumentó que el sexo dominante es el femenino, que solo necesita del masculino para la fertilización o procreación, en el caso de las plantas o insectos. Como estas especies, las mujeres también fueron originalmente en la naturaleza prioritarias. El androcentrismo se produce como consecuencia del desarrollo humano en la sociedad, en la cual se "glorifica irracionalmente la función trivial de fertilización que realizan los hombres", lo que promueve la subyugación de las mujeres, "la mitad de la población" Así pues, el androcentrismo puede ser entendido como una fijación de la masculinidad como origen de todas las cosas. Bajo un orden androcéntrico, la masculinidad es normativa y todas las cosas que quedan fueran de esta, son definidas como otras. De acuerdo con Perkins Gilman, las pautas masculinas en la vida y la mentalidad masculina es tomada como universal, mientras que las femeninas son consideradas como "desviaciones". Ella utilizó estas ideas en su ensayo The Man-Made World, así como en su libro de ciencia ficción Herland, donde un grupo de mujeres aisladas aún permanecen en su estado natural en una sociedad regulada por la ginecocracia. En Herland, esta comunidad basada en principios femeninos es perfectamente armoniosa, a diferencia de la sociedad masculina caracterizada por el conflicto y la violencia.
El concepto de androcentrismo está muy relacionado con el origen y desarrollo posterior en la historia del patriarcado así como en la discriminación que existe hacia la mujer en el mundo educativo, legal, laboral o personal.
En ocasiones se alega que la Declaración de los Derechos del Hombre y del Ciudadano de la Revolución francesa es androcéntrica, ya que defiende las libertades de los hombres sin proteger explícitamente las de las mujeres. La filósofa política francesa Olympe de Gouges lo creyó así y reclamó a través de su Declaración de los Derechos de la Mujer y de la Ciudadana los mismos derechos para el género femenino.
Asimismo, el lenguaje que se utiliza de manera habitual es androcéntrico, puesto que es frecuente que se considere el masculino como genérico. Según Montserrat Moreno, profesora del Departamento de Psicología Básica de la Universidad de Barcelona (España), el androcentrismo «impregna el pensamiento científico, filosófico, religioso y político desde hace milenios». 
Por su parte, Amparo Moreno Sardà (Universitat Autònoma de Barcelona) señala que el sustento de androcentrismo se encuentra en el sistema de valores del "arquetipo viril" que se generaliza como sinónimo de "lo humano", es decir, el varón adulto, blanco, heterosexual y propietario. Por ello, pone especial atención en no restringir la crítica al sexismo, para poner el acento en el carácter sexista/adulto/racista/clasista/fascista/ que se resume en la palabra androcentrismo.

## Educación
En el pasado, los muchachos y los adultos varones debían tener mejor educación formal que las niñas y mujeres. Era menos frecuente ver a muchachas y mujeres que sabían leer y escribir, por lo tanto, los escritos de la época tienden a reflejar el punto de vista masculino, ya que eran los que recibían la educación de leer y escribir. Bien entrada la segunda mitad del siglo XX, los jóvenes ingresaban en universidades en cantidades superiormente lejanas a las jóvenes de la época. Algunas universidades, conscientemente, practicaban un numerus clausus (proveniente del latín, que significa que solo existían un número limitado de plazas en universidades), limitando la entrada de mujeres jóvenes. Por lo tanto la opinión de la educación estaba siendo androcéntrica. Hoy en día, las mujeres de los países más desarrollados, tienen el mismo acceso a la educación que los hombres. Una de las autoras pioneras en la investigación del androcentrismo en la escuela es Montserrat Moreno.

## Literatura
En la mayoría de las sociedades actuales, libros, artículos de revistas y libros de comentarios se escriben predominantemente por hombres y por lo tanto pueden tender hacia un punto de vista masculino. Por ejemplo, en 2010, solo el 37 % de los libros publicados por Random House fueron escritos por mujeres, y sólo el 17 % de los libros revisados por The New York Review of Books pertenecían a autoras. Las investigaciones realizadas por la VIDA en 2010 determinaron que los hombres escribieron la mayoría de los artículos y reseñas de libros en las principales revistas en Estados Unidos y el Reino Unido. 

## Arte
El canon se refiere a las proporciones perfectas del ser humano en la armonía y se ha utilizado en escultura, pintura y arquitectura desde la época de los egipcios. Los más famosos de la época de la Grecia clásica fueron los de Policleto y Praxíteles, basados en el cuerpo del hombre, y en la época del Renacimiento se impuso el canon de Vitrubio como modelo de belleza. Incluso en la era contemporánea, el arquitecto Le Cobursier creó un canon (el modulor, de 2,26 metros de altura) para diseñar tanto sus edificios como muebles u objetos. Estos influyentes estudios de la perfección tomaban como punto de partida al hombre para determinar qué es lo perfecto. Las representaciones de Venus y la Virgen (palidez, pelo largo y rubio, voluptuosidad...) se fijó como canon estético femenino. 
Actualmente, el canon de belleza masculino sigue inspirándose en el de los clásicos (musculatura, hombros anchos, altura, mandíbula marcada) mientras que el ideal de la mujer supone la negación de todo ello (extrema delgadez, poco musculada, piel blanca aunque bronceada).

## Relaciones Laborales
Desde los horarios hasta la forma de hacer negocios y los espacios escogidos para llevar a cabo una negociación escondieron un punto de vista androcentrista del mundo laboral, que ha sido difícil de readaptarse a la incorporación de las mujeres. Hoy en día tanto la existencia de un mayor número de trabajos remunerados para los hombres en comparación con los disponibles para las mujeres, como la nombrada brecha salarial siguen vigentes en el mundo global dando espacio a la desigualdad de oportunidades según el género.